# Lepidiota flavipennis
Lepidiota flavipennis är en skalbaggsart som beskrevs av Lea 1926. Lepidiota flavipennis ingår i släktet Lepidiota och familjen Melolonthidae. Inga underarter finns listade i Catalogue of Life.